# كامل عريقات
كامل عبد الرحمن عريقات (1906 – 17 يوليو 1984) سياسي وبرلماني أردني من أصل فلسطيني، كان رئيسًا لمجلس النواب الأردني.

## نشأته
وُلد كامل عبد الرحمن عريقات في قرية أبو ديس قرب مدينة القدس عام 1906. كان قد درس في روضة المعارف في القدس، وتلقى تعليمه الثانوي في مدينة رام الله، حيث أنهى الثانوية في مدرسة الفرندز عام 1923. التحق عام 1926 بالشرطة الفلسطينية البريطانية واستمر فيها حتى عام 1941. ثم عمل في مجال منتجات الألبان في القدس.
عيّن رئيسًا لنقابة تجار أريحا عام 1942. شارك في حركة المقاومة الفلسطينية بقيادة عبد القادر الحسيني في ثلاثينات وأربعينات القرن العشرين، وانضم إلى جيش الجهاد المقدس بين عامي 1947-1949، ثم أصبح قائدًا للفتوة الفلسطينية عام 1945 وحتى عام 1947.
انتُخِبَ نائبًا في مجلس النواب الأردني في خمسينات القرن العشرين (في مجلس النواب الأردني الثاني والثالث والرابع والخامس والسادس والثامن والتاسع)، ثم نائبًا لرئيس مجلس النواب عام 1962، ثم رئيسًا منتخبًا لمجلس النواب الأردني في سبعينات القرن العشرين، وعين عضوًا في مجلس الأعيان الأردني عام 1964 وحتى 1970.

## أوسمة
حصل كامل عريقات على عددٍ من الأوسمة، ومنها:
- وسام نجمة فلسطين، عام 1949.[5]
- وسام الاستقلال الأردني من الدرجة الثانية، عام 1958.[5]
- وسام من اليونان برتبة كومودور، عام 1959.[5]
- وسام من بطريرك الروم الأرثوذكس برتبة فارس، عام 1960.[5]

## وفاته
تُوفي كامل عبد الرحمن عريقات في عمّان بتاريخ 17 يوليو (تموز) 1984 ميلاديًا، الموافق 19 شوال 1404 هجريًا عن عمرٍ ناهز 83 عامًا.